# Johannes Brassart
Johannes Brassart (* um 1405 wahrscheinlich in Lowaige bei Tongern (Provinz Limburg); † Herbst 1455) war ein franko-flämischer Komponist.

## Leben und Wirken
Johannes Brassart wird in den Rechnungsbüchern der Kollegiatkirche St.-Jean-l’Évangéliste in Lüttich ab dem Jahr 1422 mehrmals als Sänger erwähnt. Er bekam im Jahr 1424 als succentor (anführender Sänger der Gemeinde) ein Stipendium nach Rom, wo er als Sänger der Päpstlichen Kapelle unter Papst Martin V. (Amtszeit 1417–1431) bis 1426 wirkte und dann wieder nach Lüttich zurückkehrte. Zwei Jahre später diente er auch an der Kathedrale St. Lambert in derselben Stadt. Er ging anschließend wieder nach Rom und diente vielleicht noch am Ende der Zeit von Papst Martin, spätestens aber ab dem 24. April 1431 unter Papst Eugen IV. (Amtszeit 1431–1447) in dessen Päpstlicher Kapelle. Sein Name fehlt jedoch bereits ab November 1431 in der Liste der Sänger, und ein Jahr später ist er wieder in Lüttich nachweisbar. Zwei Jahre war er während des Konzils von Basel Mitglied der dortigen Kapelle. Hier begann sehr wahrscheinlich seine zehn Jahre dauernde Verbindung zum Hof des Hauses Habsburg. Ein Dokument vom Dezember 1434, in dem er die Bitte um weitere Gewährung der vom Konzil zugesagten Vergünstigungen trotz Abwesenheit vortrug, zeigt ihn erstmals als Mitglied der Hofkapelle von Kaiser Sigismund (Regierungszeit 1410–1437), die ihren Sitz in Wiener Neustadt und Graz hatte. In einem ähnlichen Gesuch aus dem Jahr 1437, in dem sich Brassart vermutlich zur Krönung von Kaiserin Barbara in Prag aufhielt, wird er „rector capelle“ genannt.
Er blieb auch nach dem Tod des Kaisers in der Hofkapelle, also unter den Nachfolgern Albrecht II. (1438–1439) und Friedrich III. (Regierungszeit 1440–1493); es gibt jedoch Belege, dass er dennoch die Verbindung zu seiner Heimat aufrechterhielt. Der Lütticher Stadtchronist Jean de Stavelot erwähnt Brassarts Anwesenheit für den 29. Juli 1439. Im Jahr 1442 wurde er in Tongern zum Domherrn ernannt und bekam bereits wenige Monate später eine Absenz-Erlaubnis. Zwei Jahre später erhielt Brassart die Ernennung zum Sänger an der Kollegiatkirche Notre-Dame in derselben Stadt und wirkte dort nachweislich bis Juni 1451. Es ist möglich, dass er von dort zur Kaiserlichen Kapelle Friedrichs III. zurückkehrte, war aber mit Sicherheit ein weiteres Mal in Rom, als Friedrich im Jahr 1452 dort zum Kaiser gekrönt wurde. Am 22. Oktober 1455 reichte ein gewisser Arnold Picker wegen der Lütticher Pfründennachfolge ein Bittgesuch ein; dieses Ereignis deutet auf den vorangegangenen Tod des Komponisten hin („in capellam imperatoris cantor et rector ac cantor Eugenii pape IV“). Sein Sterbeort ist nicht überliefert.

## Bedeutung
Brassarts Schaffen umfasst ausschließlich kirchenmusikalische Werke (weltliche Kompositionen sind nicht bekannt). Franchinus Gaffurius (1451–1522) erwähnt Brassart in seinem Traktat Practica musicae (Mailand 1496), wo es um Dissonanzbehandlung geht, gemeinsam mit John Dunstable, Gilles Binchois und seinem Kollegen in der Päpstlichen Kapelle Guillaume Dufay. Brassarts Kompositionen zeigen darüber hinaus zahlreiche Berührungspunkte mit den Werken seiner Landsleute Johannes de Limburgia, Arnold de Lantins und Johannes de Sarto. Zusammen mit allen diesen gehört er zur ersten Generation der franko-flämischen Komponisten.

## Werke
Der größte Teil von Brassarts Werken ist in zwei Handschriften-Sammlungen überliefert, der sogenannten Aosta-Handschrift und den Trienter Codices; beide weisen enge biografische Bezüge zum Komponisten auf. Gesamtausgabe: Johannes Brassart, Opera Omnia, herausgegeben von Keith E. Mixter, 2 Bände, ohne Ortsangabe 1965 und 1971 (Corpus Mensurabilis Musicae Nr. 35).
- Sätze von Messen (alle dreistimmig)
  - Kyrie De Apostolis
  - Kyrie
  - Gloria (mit dem Tropus Et Sancte Spiritus)
  - Sanctus (mit dem Tropus Genitor summi Filii)
  - Agnus
  - Zwei Satzpaare Gloria und Credo
- Introiten (alle dreistimmig)
  - Cibavit eos
  - De ventre matris mee
  - Dilexisti justiciam
  - Gaudeamus omnes
  - Nos autem
  - Salve sancta Parens
  - Sapienciam sanctorum
  - Spiritus Domini replevit
- Motetten
  - Ave Maria / O Maria zu vier Stimmen, isorhythmisch
  - Cristi nutu sublimato zu vier Stimmen
  - Fortis com quevis actio zu vier Stimmen
  - Gratulemur Cristicole zu drei Stimmen
  - Magne decus potencie / Genus regale esperie zu vier Stimmen, isorhythmisch
  - O flos fragrans zu drei Stimmen
  - O rex Fridrice zu vier Stimmen, isorhythmisch, aus dem Jahr 1440 oder 1442
  - Regina celi (mit dem Tropus Alle, Domine) zu drei Stimmen
  - Sacris solemniis zu drei Stimmen
  - Sumus secretarius zu vier Stimmen
  - Te dignitas presularis zu drei Stimmen
- Lied
  - Crist ist erstanden zu drei Stimmen
- Werke, für welche die Autorschaft Brassarts angezweifelt wird
  - Kyrie zu drei Stimmen (von J. Braxatoris ?)
  - Satzpaar Gloria / Credo zu drei Stimmen (herausgegeben von P. Wright 1994)
  - Motette Lamberte vir inclite zu vier Stimmen (anonym)
  - Motette Romanorum rex, isorhythmisch, zu vier Stimmen (1439)